# Гордиенко, Юрий Петрович
Юрий Петрович Гордиенко (22.06.1922 (или 1920) — 1993) — русский советский поэт, переводчик, журналист, член Союза писателей СССР (1948), участник Великой Отечественной войны.

## Биография
Юрий Петрович Гордиенко родился в 1920 г. (по другим данным - в 1922 г.) в с. Улала Ойротской автономной области, где в это время работал его отец, советский партийный деятель Гордиенко, Пётр Яковлевич, впоследствии репрессированный и погибший в сибирском лагере в 1938 году. Юрий был младшим из трех сыновей в семье. Братья очень дружили и многие годы поддерживали связь по переписке, один из старших братьев - Валентин - также был журналистом и литератором.
В  1956 окончил Высшие литературные курсы (Литературный институт имени А. М. Горького) в Москве.
Участник Великой Отечественной войны с 1943 года. В годы войны был артиллерийским разведчиком, корреспондентом дивизионной газеты. Белоруссия, Литва, дошел до Восточной Пруссии, а потом ещё и японский фронт, принимал участие в освобождении Северной Кореи. Награждён орденами Отечественной войны II степени, Красной Звезды, многими медалями. К боевым наградам добавился орден «Знак Почёта».
Первые его стихи были опубликованы во фронтовой печати, хотя писать стихи он начал значительно раньше и печататься начал в предвоенные годы - в 1937 вышли его стихи в газете «Большевистская смена» (г. Новосибирск). С 1941 работал журналистом газеты «Советская Сибирь» (г. Новосибирск). Руководил народными литературными студиями. Произведения Гордиенко публиковались в изданиях Новосибирска, Москвы - газетах «Советская Сибирь», «Комсомольская правда», «Литературная газета», журналах «Сибирские огни», «Юность», «Знамя», «Новый мир», «Дружба народов», «Молодая гвардия», «Работница», «Огонек» и мн. др.
Первую книгу стихов — «Звезды на касках» — выпустил в Москве в 1948 году. В последующие годы много ездил по стране, писал о тружениках Туркменистана, Дальнего Востока, Заполярья. Автор поэмы «На берегах Сицзян» (журнал «Сибирские огни», 1950), многих поэтических сборников.
С 1950-х годов XX в. жил в Москве. Был женат, имел двух дочерей от разных браков, вторая семья эмигрировала в США в конце XX века. Юрий Петрович Гордиенко скончался в 1993 году в Москве, прах был развеян над Колорадо, штат Колорадо, США.